# Peter Kaiser
Peter Kaiser (ur. 4 grudnia 1958 w Klagenfurcie) – austriacki samorządowiec, socjolog i pedagog, działacz Socjaldemokratycznej Partii Austrii (SPÖ), od 2013 starosta krajowy Karyntii.

## Życiorys
Jego ojciec – policjant – zmarł, gdy Peter Kaiser miał 9 lat. Był następnie wychowywany przez matkę pracującą m.in. w sklepie obuwniczym. Po zdaniu matury i odbyciu służby wojskowej od 1978 do 1987 był pracownikiem kontraktowym rządu krajowego Karyntii. Jednocześnie studiował pedagogikę i socjologię na Universität Klagenfurt, uzyskując magisterium (1988) i doktorat (1993). Został dyrektorem zarządzającym organizacji zrzeszającej schroniska młodzieżowe (ÖJHV) i członkiem władz związku piłki ręcznej.
Działał w Sozialistische Jugend, młodzieżówce Socjaldemokratycznej Partii Austrii: w 1981 został liderem jej struktur w Karyntii, w 1985 wiceliderem na poziomie krajowym. Od 1986 do 1989 zasiadał w radzie miejskiej Klagenfurtu. W latach 1989–1994, 1997, 2001–2008 zasiadał w landtagu Karyntii, w 2005 objął w nim funkcję szefa frakcji SPÖ. Od 2008 był członkiem władz kraju związkowego, odpowiedzialnym za zdrowie i sport. W 2010 po rezygnacji Reinharta Rohra został drugim zastępcą starosty Karyntii, objął wówczas funkcję szefa karynckich struktur partii i wiceszefa na poziomie krajowym.
W 2013 był głównym kandydatem swojego ugrupowania w wyborach lokalnych. Po uzyskaniu bezwzględnej większości w głosowaniu z dniem 2 kwietnia 2013 objął fotel starosty, utrzymał go także w 2018.
W 2022 otrzymał słoweński Złoty Order za Zasługi.

## Życie prywatne
Był żonaty z profesor filozofii Larissą Krainer. Ich syn Luca (ur. 1994) także został działaczem socjaldemokratów.